# Poppo y Cuccu (mascota)
Poppo y Cuccu son las mascotas oficiales de los Juegos Asiáticos de 1994, que se celebraron en Hiroshima en octubre de 1994.